# Ptyas
Ptyas är ett släkte av ormar. Ptyas ingår i familjen snokar.
Arterna är med en längd av cirka 3 meter eller längre stora ormar. De förekommer i Asien. Individerna är dagaktiva samt lever i olika habitat och de besöker även människans samhällen. Födan utgörs av gnagare, små fåglar, ödlor och andra ormar. Honor lägger ägg.
Flera exemplar dödas för ormhudens skull.
Arter enligt Catalogue of Life:
- Ptyas carinata
- Ptyas dhumnades
- Ptyas dipsas
- Ptyas fusca
- Ptyas korros
- Ptyas luzonensis
- Ptyas mucosa
- Ptyas nigromarginatus

The Reptile Database listar dessutom följande arter:
- Ptyas major
- Ptyas multicinctus
- Ptyas semicarinatus